# NGC 801
NGC 801 je spirální galaxie v souhvězdí Andromedy. Její zdánlivá jasnost je 13,2m a úhlová velikost 3,1′ × 0,7′. Je vzdálená 264 milionů světelných let, průměr má 240 000 světelných let. Je gravitačně vázaná s NGC 797. Galaxii objevil 20. září 1885 Lewis A. Swift.